# Pentelicus confusus
Pentelicus confusus är en stekelart som först beskrevs av William Harris Ashmead 1900.  Pentelicus confusus ingår i släktet Pentelicus och familjen sköldlussteklar. Inga underarter finns listade i Catalogue of Life.